# Psydrax horizontalis
Psydrax horizontalis är en måreväxtart som först beskrevs av Heinrich Christian Friedrich Schumacher och Peter Thonning, och fick sitt nu gällande namn av Diane Mary Bridson. Psydrax horizontalis ingår i släktet Psydrax och familjen måreväxter. Inga underarter finns listade i Catalogue of Life.